# خيرونيمو فيرنانديث
خيرونيمو توريبيو فيرنانديث (بالإسبانية: Jerónimo Fernández)‏ كاتب ومحام إسباني، وُلد في برغش في القرن السادس عشر. كان خيرونيمو فيرنانديث محاميًا للبلاط الملكي للإمبراطور كارلوس الخامس. كتب ونشر في إشبيلية الجزئين الأول والثاني من كتاب الفروسية بيليانيس من اليونان أو على نحو أدق قصة السمح والفارس الشجاع دون بيليانيس من اليونان عام 1545، ثم تم إعادة طباعتهما من جديد في برغش عام 1547 من قبل مارتين مونيوث. وبدافع اهتمام العاهل بالعمل، قام الكاتب بعمل تتمة للعمل، إلا أن وفاة كل من كارلوس الخامس والكاتب نفسه، قبل الانتهاء من كتابته كاملًا، قام أخيه أندريس فيرنانديث باستكماله ونشره في برغش عام 1579، في جزئين، وكان بمثابة الجزئين الثالث والرابع. في حين قام بيدرو جيرال دي بيريو بكتابة الجزء الخامس الذي لم يتبق منه سوى عدة مخطوطات.